# Medalha Rumford

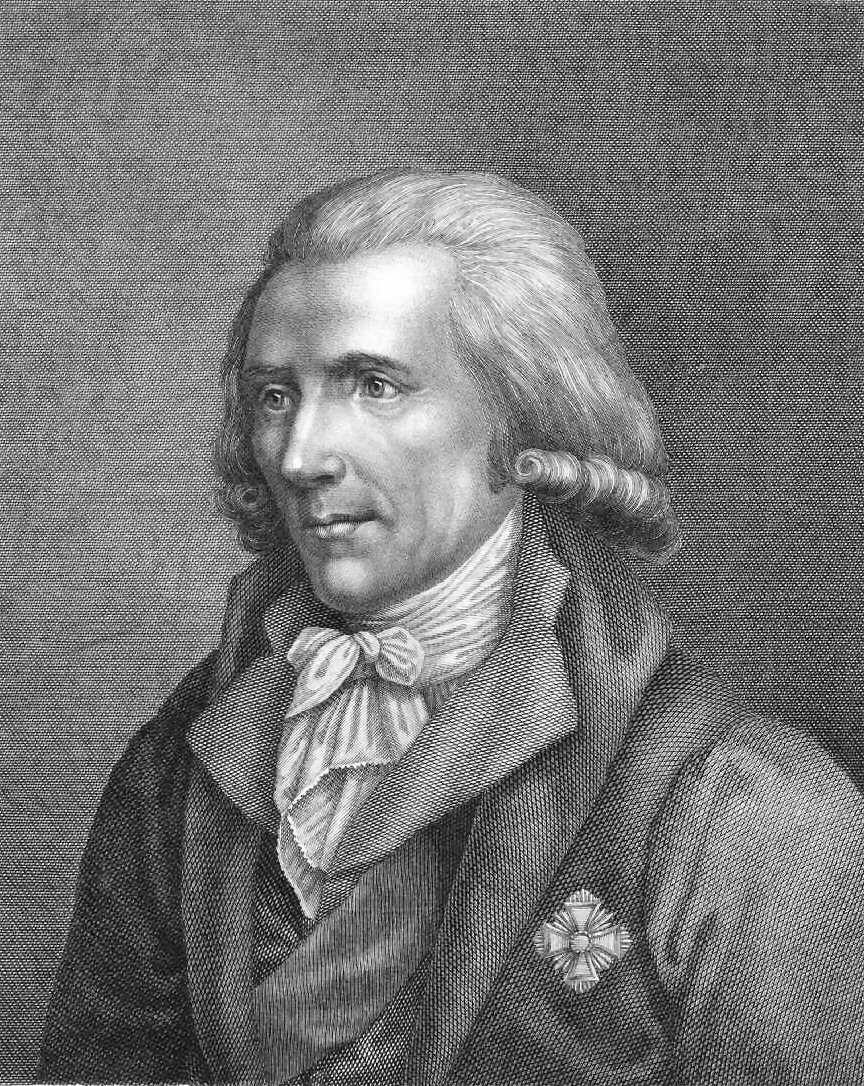
Benjamin Thompson, o conde de Rumford

Em 1796, Benjamin Thompson, o conde de Rumford, fez duas doações de USD 5.000 cada, uma para a Royal Society de Londres e outra para a Academia de Artes e Ciências dos Estados Unidos, para tornar possível que eles sempre premiassem pessoas a cada dois anos, por pesquisas relevantes sobre calor e/ou luz.
A Academia de Artes e Ciências dos Estados Unidos concede o Prêmio Rumford, enquanto a Royal Society concede a Medalha Rumford.

## Medalhistas[1]

### Século XVIII
- 1800 : Benjamin Thompson

### Século XIX
- 1804: John Leslie
- 1808: William Murdoch
- 1810: Étienne-Louis Malus
- 1814: William Charles Wells
- 1816: Humphry Davy
- 1818: David Brewster
- 1824: Augustin-Jean Fresnel
- 1832: John Frederic Daniell
- 1834: Macedonio Melloni
- 1838: James David Forbes
- 1840: Jean-Baptiste Biot
- 1842: William Henry Fox Talbot
- 1846: Michael Faraday
- 1848: Henri Victor Regnault
- 1850: François Jean Dominique Arago
- 1852: George Gabriel Stokes
- 1854: Neil Arnott
- 1856: Louis Pasteur
- 1858: Jules Célestin Jamin
- 1860: James Clerk Maxwell
- 1862: Gustav Kirchhoff
- 1864: John Tyndall
- 1866: Hippolyte Fizeau
- 1868: Balfour Stewart
- 1870: Alfred Des Cloizeaux
- 1872: Anders Jonas Ångström
- 1874: Norman Lockyer
- 1876: Pierre Janssen
- 1878: Alfred Cornu
- 1880: William Huggins
- 1882: William de Wiveleslie Abney
- 1884: Tobias Robertus Thalen
- 1886: Samuel Pierpont Langley
- 1888: Pietro Tacchini
- 1890: Heinrich Hertz
- 1892: Nils Christoffer Dunér
- 1894: James Dewar
- 1896: Wilhelm Conrad Röntgen e Philipp Lenard
- 1898: Oliver Lodge
- 1900: Antoine Henri Becquerel

### Século XX
- 1902: Charles Algernon Parsons
- 1904: Ernest Rutherford
- 1906: Hugh Longbourne Callendar
- 1908: Hendrik Lorentz
- 1910: Heinrich Rubens
- 1912: Heike Kamerlingh Onnes
- 1914: John William Strutt
- 1916: William Henry Bragg
- 1918: Charles Fabry e Alfred Perot
- 1920: John William Strutt
- 1922: Pieter Zeeman
- 1924: Charles Vernon Boys
- 1926: Arthur Schuster
- 1928: Friedrich Paschen
- 1930: Peter Debye
- 1932: Fritz Haber
- 1934: Wander Johannes de Haas
- 1936: Ernest George Coker
- 1938: Robert Williams Wood
- 1940: Karl Siegbahn
- 1942: Gordon Dobson
- 1944: Harry Ricardo
- 1946: Alfred Egerton
- 1948: Francis Simon
- 1950: Frank Whittle
- 1952: Frits Zernike
- 1954: Cecil Reginald Burch
- 1956: Frank Philip Bowden
- 1958: Thomas Ralph Merton
- 1960: Alfred Gordon Gaydon
- 1962: Dudley Maurice Newitt
- 1964: Hendrik Christoffel van de Hulst
- 1966: William Penney
- 1968: Dennis Gabor
- 1970: Christopher Hinton
- 1972: Basil John Mason
- 1974: Alan Cottrell
- 1976: Ilya Prigogine
- 1978: George Porter
- 1980: William Frank Vinen
- 1982: Charles Gorrie Wynne
- 1984: Harold Hopkins
- 1986: Denis Rooke
- 1988: Felix Weinberg
- 1990: Walter Eric Spear
- 1992: Harold Neville Vazeille Temperley
- 1994: Andrew Keller
- 1996: Grenville Turner
- 1998: Richard Friend
- 2000: Wilson Sibbett

### Século XXI
- 2002: David King
- 2004: Richard Dixon
- 2006: Jean-Pierre Hansen
- 2008: Edward Hinds
- 2010: Gilbert Lonzarich
- 2012: Roy Taylor
- 2014: Jeremy Baumberg
- 2016: Ortwin Hess[2]
- 2018: Ian Walmsley
- 2019: Miles Padgett
- 2020: Patrick Gill
- 2021: Carlos Frenk